# 天主教加勒教区
天主教加勒教區 （拉丁語：Diocesis Gallensis）是斯里蘭卡一個羅馬天主教教區，屬科倫坡總教區。1893年8月25日自科倫坡總教區分出，建立教區。
教區範圍包括斯里蘭卡南部省，教座位於加勒。2006年有教友8,587人、12個堂區、26名司鐸。現任教區主教為雷蒙德‧维克拉马辛格、榮休主教埃爾蒙‧佩雷拉。